# 吉松孝博
吉松 孝博（よしまつ たかひろ、1965年8月27日 - ）は、日本のアニメーター、キャラクターデザイナー。大阪府出身。大阪府立東豊中高等学校卒業。スタジオ・ライブ所属。日本アニメーター・演出協会（JAniCA）会員。サムシング吉松のペンネームで、漫画家としても活動している。

## 経歴
中学時代は美術部に所属し、アニメーションを製作、高校に入り、ダイコンフィルムの影響を受け、本格的にセルアニメを作り始める。この時のメンバーには椎名高志がいる。なお、椎名は大阪府立箕面高等学校卒業。後に椎名は吉松がキャラクターデザインを担当した『大江戸ロケット』にゲストデザインとして参加したほか、椎名の漫画を原作としたアニメ版『絶対可憐チルドレン』では、吉松がオープニングの原画を担当している。
『月刊OUT』の読者・投稿者を経て、アニメ制作会社「スタジオ・ライブ」に入社。キャラクターデザイナー・作画監督として活躍する。代表作は『新世紀GPXサイバーフォーミュラ』『十兵衛ちゃん』など。なお、『新世紀GPXサイバーフォーミュラ』には「サムシング吉松」（声：梁田清之）という名のキャラクターが登場した。
セガ・マークIII からの熱狂的なセガ信者として、同社のテレビゲーム機を擬人化した漫画『メガドラ兄さん』や『セガのゲームは世界いちぃぃぃ!』といったゲーム機漫画を『セガサターンマガジン』『ドリームキャストマガジン』『ゲーマガ』に連載。セガの自虐的なネタやプロレスネタ等マニアックな内容のこの作品は、掲載誌を増やしつつ10年以上という長期連載を続けていた。
近年は自主映画の制作も手がける。
プロレスファン（格闘技全般）、KISSファン、ハロー!プロジェクト（特に藤本美貴）ファン、阪神タイガースファン としても知られている。
また、2007年6月に「WEBアニメスタイル」連載コラムにおいて、藤本美貴がモーニング娘。を脱退した寂しさから、「サミシング吉松」に改名することを表明したが、翌7月のGAMライブ鑑賞後、「もうさみしくないので」と元の「サムシング吉松」に戻している。

## 主な参加作品

### テレビアニメ
1985年
- 超獣機神ダンクーガ（キャラクターデザイン・原画）※共同
- ハイスクール奇面組（ - 1987年、原画）

1988年
- ドラゴンボール（原画）
- 魔神英雄伝ワタル（ - 1989年、原画）

1989年
- たいむとらぶるトンデケマン!（5話ゲストキャラクターデザイン）
- ドラゴンボールZ（原画）
- 魔動王グランゾート（ - 1990年、ゲストキャラクターデザイン・原画・作画監督）

1990年
- ちびまる子ちゃん（ - 1992年、原画）
- 魔神英雄伝ワタル2（ - 1991年、ゲストキャラクターデザイン・作画監督）

1991年
- 新世紀GPXサイバーフォーミュラ（キャラクターデザイン・作画監督・OP原画）

1993年
- 疾風!アイアンリーガー（作画監督）

1996年
- 機動戦艦ナデシコ（ - 1997年、作画監督）

1997年
- 逮捕しちゃうぞ（第2期OP原画）

1998年
- TRIGUN（キャラクターデザイン）
- ジェネレイターガウル（5話アイキャッチ原画）

1999年
- 十兵衛ちゃん-ラブリー眼帯の秘密-（キャラクターデザイン・作画監督）
- エクセル・サーガ（OP原画）
- 天使になるもんっ!（26話アイキャッチ原画）
- 地球防衛企業ダイ・ガード（OP原画）

2000年
- OH!スーパーミルクチャン（キャラクターデザイン）
- 風まかせ月影蘭（総作画監督・原画）
- Di Gi Charat（ゲスト原画・OP/ED原画）
- 陽だまりの樹（原画）

2001年
- 学園戦記ムリョウ（キャラクターデザイン・総作画監督）

2002年
- ぱにょぱにょデ・ジ・キャラット（絵コンテ・作画監督）

2003年
- 成恵の世界（アイキャッチ）
- 獣兵衛忍風帖 龍宝玉篇（キャラクターデザイン・総作画監督）

2004年
- スウィート・ヴァレリアン（絵コンテ・演出・作画監督・原画）
- 砂ぼうず（キャラクターデザイン・総作画監督・アイキャッチ・原画）
- この醜くも美しい世界（原画）
- 十兵衛ちゃん2-シベリア柳生の逆襲-（原画）

2005年
- BLACK CAT（ - 2006年、エンディング1：絵コンテ・演出・作画監督）

2006年
- 牙 -KIBA-（ - 2007年、キャラクターデザイン）

2007年
- レ・ミゼラブル 少女コゼット（キャラクターデザイン）
- 大江戸ロケット（絵師頭取（キャラクターデザイン）・絵師頭（作画監督））

2008年
- 俗・さよなら絶望先生（#7絵コンテ・作画監督・原画）
- シゴフミ（2008年、#10原画）
- 絶対可憐チルドレン（ - 2009年、原画）

2009年
- バスカッシュ!（キャラクターデザイン）

2010年
- 怪盗レーニャ（総監督・絵コンテ）
- はなまる幼稚園（8話ED絵コンテ・演出）
- こばと。（#24原画）
- RAINBOW-二舎六房の七人-（OP原画）
- 荒川アンダー ザ ブリッジ（OP原画）

2011年
- にゃんぱいあ The Animation（監督・キャラクターデザイン・絵コンテ・原画）
- HUNTER×HUNTER（日本テレビ版）（-2012年、キャラクターデザイン・総作画監督・OP/ED総作画監督・OP2/ED2総作画監督・OP作画監督）

2015年
- オーバーロード（キャラクターデザイン・総作画監督・作画監督・OP作画監督）

2016年
- プリンス・オブ・ストライド オルタナティブ（総作画監督）
- コンクリート・レボルティオ〜超人幻想〜THE LAST SONG（雲/雷作画監督・原画）
- タイムボカン24（ - 2017年、キャラクターデザイン・原画・OP1/ED1/OP2/ED2作画監督・ED2原画）

2017年
- タイムボカン 逆襲の三悪人（ - 2018年、キャラクターデザイン・OP/ED作画監督）
- アイドル事変（ED絵コンテ）
- アトム ザ・ビギニング（キャラクターデザイン・OP原画）

2018年
- オーバーロードII（キャラクターデザイン）
- オーバーロードIII（キャラクターデザイン）
- 宇宙よりも遠い場所（キャラクターデザイン・総作画監督・作画監督）
- からくりサーカス（-2019年、キャラクターデザイン・総作画監督）

2022年
- DRAGON QUEST -ダイの大冒険-（第73話・第98話原画）

2023年
- 令和のデ・ジ・キャラット（演出・絵コンテ・作画監督（））
- 吸血鬼すぐ死ぬ2（総作画監督）

2024年
- キン肉マン 完璧超人始祖編（原画）

2025年
- ギャグマンガ日和GO（OP原画）

### 劇場アニメ
1995年
- スレイヤーズ（キャラクターデザイン・作画監督）

1996年
- スレイヤーズRETURN（キャラクターデザイン・総作画監督）

1997年
- スレイヤーズぐれえと（キャラクターデザイン・総作画監督）

2005年
- 映画 ふたりはプリキュア Max Heart 2 雪空のともだち（原画）

2008年
- HELLS ANGELS（原画）

2010年
- TRIGUN Badlands Rumble（キャラクターデザイン・総作画監督）

2013年
- 劇場版 HUNTER×HUNTER 緋色の幻影（メインキャラクターデザイン・キャラクターデザイン）
- 劇場版 HUNTER×HUNTER -The LAST MISSION-（メインキャラクターデザイン）

2020年
- 魔女見習いをさがして（原画）

2021年
- 映画 トロピカル〜ジュ!プリキュア 雪のプリンセスと奇跡の指輪!（原画）

2022年
- グッバイ、ドン・グリーズ!（キャラクターデザイン）
- 映画 デリシャスパーティ♡プリキュア 夢みる♡お子さまランチ!（原画）

### OVA
1987年
- 禁断の黙示録 クリスタル・トライアングル（原画）

1988年
- 恐怖のバイオ人間 最終教師（原画）

1989年
- ガデュリン（原画）

1992年
- 新世紀GPXサイバーフォーミュラ11（ - 1993年、キャラクターデザイン・作画監督・原画）

1994年
- 新世紀GPXサイバーフォーミュラZERO（ - 1995年、キャラクターデザイン・総作画監督・原画）

1996年
- 新世紀GPXサイバーフォーミュラSAGA（ - 1997年、デザイン協力）
- スレイヤーズすぺしゃる（キャラクターデザイン・作画監督）

1997年
- 勇者指令ダグオン 水晶の瞳の少年（原画）

1998年
- ゲキ・ガンガー3 熱血大決戦!!（原画）

2000年
- AMON デビルマン黙示録（原画）

2004年
- まかせてイルか!（原画）

2011年
- SUPERNATURAL: THE ANIMATION（キャラクターデザイン・総作画監督・作画監督・エンディングアニメーション）

### Webアニメ
2020年
- 魔神英雄伝ワタル 七魂の龍神丸（原画）

### ゲーム
2001年
- GALAXY ANGEL（アニメパート作画監督）

2010年
- ライオットアクト 2（プロモーションアニメーション、監督、キャラクターデザイン、作画監督）

2012年
- ペルソナ4 ザ・ゴールデン（オープニングアニメーション作画監督）
- ペルソナ4 ジ・アルティメット イン マヨナカアリーナ（アニメーションムービー総作画監督）

### その他
- 大地ラヂオ2 アニメっていいよね!（OP作画）
- 闘え!ドラゴンマン（監督）
- Berryz工房『ギャグ100回分愛してください』（ジャケットイラスト）
- おさわり探偵 なめこ栽培キット『なめこのPV』（監督、絵コンテ）

## 著書
- セガのゲームは世界いちぃぃぃ!（ソフトバンクパブリッシング SB Comics）
- セガのゲームは世界いちぃぃぃ! 2 ドリドリキャス子さん（ソフトバンクパブリッシング SB Comics）
- セガのゲームは世界いちぃぃぃ! 3 どっこい生きてたキャス子さん（ソフトバンククリエイティブ）
- すかっとサイバえもん（学研 ノーラコミックスPockeシリーズ）
- 部活少女ゆう（作画：AM-DVL）ウェブコミック誌『YOMBAN』

## ドリームキャス子
吉松が考案した、ドリームキャストを擬人化したキャラクター。
概ね好意的に受け止められ、マッドハウスにより『セガのゲームは世界いちぃぃぃ! 』のアニメ化企画も出て、2000年7月にビデオアニメ予告が『ドリームキャストマガジン』2000年7月7日増刊号特別付録GD-ROMに掲載されたが、これまでの自虐的なセガの描写や他社ハードについての過激な言及により、セガからのクレームにより中止となった。
しかし非公式ながらドリームキャストのイメージキャラクター同然の知名度があった。
プロレス通の吉松に因んで、大阪プロレスのリングに覆面女子プロレスラー（ただし中の人は男性）として登場し、試合を行った事もある。しかもデビュー戦の相手は村濱武洋という破格の扱いであったが、あえなく48秒で轟沈。2戦目となる6人タッグマッチをもって引退し、普通のゲーム機に戻る。